# Musiche per il film su Benvenuto Cellini "Una vita scellerata"
| Recensione              | Giudizio          |
| ----------------------- | ----------------- |
| Dizionario del pop-rock |                   |
| Piero Scaruffi          |                   |
| Ondarock                | giudizio negativo |

Musiche per il film su Benvenuto Cellini "Una vita scellerata" è un album musicale contenente la colonna sonora dell'omonimo film TV del 1990, composta da Franco Battiato. Alcune tracce di Benvenuto Cellini sono comparse e accreditate, seppur con titolo differente, a Giusto Pio all'interno di produzioni dello stesso periodo.

## Tracce
1. Titoli – 3:44
2. Primo incontro – 1:15
3. Secondo incontro – 0:37
4. Pal – 0:57
5. Borgo – 1:09
6. Scena d'amore studio – 1:27
7. La figlia – 3:02
8. Incubo – 1:28
9. Isteria – 2:03
10. Lanzichenecchi – 2:07
11. Sparo – 3:13
12. Stallo – 0:59
13. Saccheggio – 1:33
14. Crocifissione – 1:25
15. Uccisione fratello – 3:04
16. Bozzetto – 1:21
17. Lotta nel cortile – 0:36
18. Governatore del carcere – 2:05
19. Fuga scale – 1:10
20. Fuga corda – 1:02
21. Prigione pozzo – 1:11
22. Graffiti Cristo – 1:30
23. Liberazione – 0:46
24. Cavalcata bosco – 1:32
25. Apparizione Caterina – 2:07
26. Di notte – 0:57
27. Strada Firenze – 1:21
28. Perseo – 1:22
29. Fusione – 1:49

Durata totale: 46:52